# HD 50853
HD 50853，又名CD-24 4565，SAO 172531、HR 2578，是一颗恒星，视星等为6.21，位于銀經235.29，銀緯-10.4，其B1900.0坐标为赤經6h 49m 47.4s，赤緯-24° -10.4′ 50″。